# Мигел де Сервантес
Мигел де Сервантес Сааведра (шп. Miguel de Cervantes Saavedra; Алкала де Енарес, 29. септембар 1547 — Мадрид, 23. април 1616) био је шпански песник, драматург и изнад свега прозни писац. Сматра се једном од највећих фигура шпанске књижевности. Према својим делима, припада како ренесанси, тако и бароку и Златном веку шпанске књижевности и на неки начин представља синтезу ова два правца. У свету је познат као аутор првог модерног романа и најпревођеније књиге после Библије, Велеумног племића, Дон Кихота од Манче. Био је сведок врхунца моћи и почетка опадања велике шпанске империје која се у то доба простирала на три континента.

## Биографија
Живот Мигела Сервантеса је до 18. века био непознаница и постављао је многе недоумице. Систематско истраживање јавних и приватних архива почело је тек у 18. веку и наставило се до данас, чији је резултат обимна документација коју данас поседујемо о овом великом шпанском писцу, песнику и драматургу. Међутим, још увек постоје делови Сервантесовог живота о којима се мало или готово ништа не зна, као нпр. период између 1597. и 1604. који обухвата време од његовог одласка у затвор у Севиљи до преласка у Ваљадолид, или на пример о мотивима многих пресудних одлука које је донео у животу: одлазак у Италију, одабир војничке службе, повратак у Шпанију који је био осујећен гусарским нападом, његово лутање по Андалузији између 1587. и 1597. као сакупљач пореза, дефинитиван повратак у Мадрид 1608. и повратак писању. Одатле и многе погрешне намерне или ненамерне замене мрачних лагуна у Сервантесовом животном путу често погрешним тумачењима Сервантесовог дискурса у делима који би се могао протумачити као давање аутобиографских података. Сервантес је ретко говорио у своје име и више је волео да даје податке о себи преко измишљених ликова као што је то био маварски приповедач Сид Бенанџелија из Дон Кихота, или у својим пролозима, посветама и у „Путу на Парнас“, где даје шкрте и разбацане описе аутора, тј. себе, који се не могу тумачити са сигурношћу. Тако се зна да је крштен 9. октобра 1547. године у цркви Санта Марија ла Мајор (шп. Santa María la Mayor), али се тачан датум рођења није могао утврдити. Претпоставља се да је то било 29. септембра, на дан св. Михајла (Мигел — Михајло/Михаило на шпанском), али и о том питању постоје многе недоумице.
Такође треба напоменути да је своје друго презиме, Сааведра, вероватно узео од неког даљег рођака након повратка из алжирског заробљеништва.. Најранији документ на ком се Сервантес потписује са ова два презимена (Сервантес Сааведра), датира неколико година након што се вратио у Шпанију. Почео је да додаје друго презиме, Сааведра, око или 1587. у званичним документима као што је на пример био документ у вези са његовим браком са Каталином де Салазар

### Детињство
Сервантес се родио у Алкали де Енарес као треће од петоро деце (Андреа и Луиса су биле старије, а Родриго и Магдалена млађи од Мигела) Леонор де Кортинас (шп. Leonor de Cortinas) и Родрига Сервантеса (шп. Rodrigo de Cervantes) породичног лекара и хирурга за кога се сматра да је вероватно био јеврејског порекла (нови хришћанин). Био је крштен у цркви Санта Марија ла Мајор (шп. Santa María la Mayor). Откриће његове крштенице из те цркве у 18. веку, коначно је разрешило мистерију места његовог рођења. Породица се стално селила тако да се не зна много о Сервантесовом детињству.
Године 1551. породица Сервантес се дефинитивно преселила у Ваљадолид у потрази за бољим животом. Након ентузијазма новог почетка, Родриго Сервантес је запао у дугове због којих је више пута доспевао и у затвор, а цела имовина му је била конфискована. Након неколико веома тешких година, године 1553. Родриго Сервантес се вратио с породицом у Алкалу на кратко, да би потом отишао сам у Кордобу, у пратњи само своје мајке. Тамо је, захваљујући свом оцу (с ким испрва није био у добрим односима), добио посао лекара и хирурга у затвору Инквизиције. Убрзо затим је довео и своју породицу из Алкале да му се придруже у Кордоби.
У Кордоби је Мигел кренуо да се школује на академији Алонса де Вијераса (шп. Alonso de Vieras). Убрзо ће показати веома велико интересовање за књижевност. Нешто касније наставио је школовање код кордопских језуита. У то доба ће видети прве представе Лопеа де Руеде (шп. Lope de Rueda) које ће, као и кордопска пикареска, оставити дубок траг на младог Сервантеса. Након смрти Мигелових деде и бабе, Сервантесов отац је одлучио да крене опет на пут — прво у Гранаду а затим у Севиљу, град који је у оно доба био у пуном развоју и сматрао се најважнијим градом у Шпанији. У Севиљи Мигел је наставио своје школовање код севиљских језуита. Његов професор је био отац Асеведо (шп. Padre Acevedo) у чијим су комедијама играли његови студенти. Отац Асеведо ће такође веома много утицати на формирање будућег драматурга Сервантеса. У то доба ће Сервантес почети да пише и своје прве позоришне комаде реалистичног карактера.
Почетком 1566. године породица се преселила у Мадрид, град који је био у успону и доживљавао је демографску експлозију захваљујући томе што се у то доба тамо преселио двор Филипа II. У то доба Серантес је написао своје прве стихове — сонет у част рођења друге кћерке Филипа II и његове друге жене, Изабел де Валоа. Хуан Лопез де Ојос (шп. Juan López de Hoyos), професор у школи „Естудио де ла Виља“ (шп. Estudio de la Villa), коју је Сервантес похађао, објавио је чак неке Сервантесове стихове (nuestro caro y amado discípulo — „нашег нам драгог и вољеног ученика“) у својој књизи о болести и смрти Изабеле де Валоа.
Према документима нађеним у Архиву Симанкас (шп. Archivo de Simancas), због наводног учешћа у двобоју у ком је био рањен извесни Антонио де Сегура (шп. Antonio de Sigura), 15. септембра 1569. године Мигел Сервантес је осуђен на протеривање на 10 година и на одсецање десне шаке, због чега ће Сервантес побећи прво у Севиљу, а одатле у Италију.

### Младост — Италија, Битка код Лепанта и алжирско заробљеништво
У Италији је ступио у службу кардинала Аквавиве (шп. Acquaviva). Прошао је Италију уздуж и попреко, и видео неколико италијанских позоришних ремек-дела. Године 1570. ипак је одлучио да напусти палату свог господара и да се пријави као војник у Шпанску армаду. Отишао је у Напуљ где се придружио чети коју је предводио Алваро де Санде (шп. Álvaro de Sande). У мају 1571. године основана је Света лига, као и војска дон Хуана од Аустрије, краљевог полубрата, а шпанске снаге се ужурбано спремају за одлучујући сукоб са Турцима. У лето 1571. у Италију је пристигла и чета Дијега де Урбине (шп. Diego de Urbina) у којој је служио Мигелов млађи брат, Родриго и којој се Мигел придружио, не толико из убеђења колико из приватних разлога.
Учествовао је у чувеној бици код Лепанта, 7. октобра 1571. године против Турака и њиховог султана Селима II, у којој је изгубио леву руку и због чега су га звали Једноруки са Лепанта (шп. Manco de Lepanto). Сервантес је био изузетно поносан на своје учешће у овом заједничком војном подухвату млетачких, папских и шпанских снага под врховним вођством Хуана од Аустрије у ком је учествовало више од 200 галија, 50 фрегата и 80.000 људи, што ће више пута нагласити у својим делима. Након победе која је означила крај османског преимућства на мору, Мигел, тешко рањен, пребачен је у Месину у болницу на лечење и опоравак, где је провео неколико месеци да би у априлу 1572. године поново ступио у службу, када је био унапређен у „елитног војника“ (шп. soldado aventajado) због заслуга у бици код Лепанта. Потом ће учествовати у војним експедицијама против Турака на Крфу и у Тунису, да би 1574. године дефинитивно напустио војну службу.

...Али нисам могао да не осетим што ме је назвао маторим и једноруким, као да је до мене стојало да задржим време, те да за ме не протиче, као да сам моју руку изгубио у каквој крчми, а не у најузвишенијој прилици што су је видела прошла столећа и садашња, и што ће је будући векови видети. Ако моје ране не блистају у очима онога који их гледа, бар их поштују они који знају где сам их задобио; а војнику боље доликује да је мртав у боју неголи слободан у бекству; па о томе ја мислим, кад би ми сад предложили и остварили нешто немогуће, ја бих више волео што сам се нашао у оном дивном боју неголи да сам сад излечен од мојих рана, а да нисам био у њему...

Дон Кихот (II део), „Предговор читаоцима“. Превод: Ђорђе Поповић)
Тада ће настати и нека од његових значајних дела — Пут на Парнас (шп. Viaje del Parnaso), Галатеја (шп. La Galatea), Узорне новеле (шп. Novelas Ejemplares), Пустоловине Персилеса и Сихисмунде (шп. Los trabajos de Persiles y Segismunda). У том периоду, главни утицаји које је Сервантес примио на пољу књижевности били су Петрарка, Бокачо, Ариосто и Бојардо, иако се његова каснија дела не ограничавају само на имитацију ових великана италијанске ренесансне књижевности. Године 1575. Сервантес се укрцао на брод у Напуљу и кренуо ка Барселони, кући. Са собом је носио препоруке Хуана од Аустрије и војводе од Сесе. Међутим, брод је пао у руке берберских гусара, који су њега и његовог брата (који је с њим путовао) одвели у Алжир, где је у заробљеништву провео пет година (1575—1580). Сматра се да је Сервантес толико година провео у заробљеништву управо због препорука тако високих личности које је носио са собом — наиме, гусари, видевши те препоруке, били су убеђени да им је нека веома уважена личност допала шака, те су упорно тражили превелики откуп за њега и његовог брата, а који његова породица није могла да плати. Искуство из овог периода Сервантесовог живота ће се рефлектовати у његовим делима Алжирске догодовштине (шп. El trato de Argel) и Алжирске тамнице (шп. Los baños de Argel). У току тих пет година, Сервантес је безуспешно покушао четири пута да побегне из заточеништва.
У априлу 1576. године Сервантесов отац је сазнао да му је син заточен у Алжиру, те је покушао да скупи новац за откуп, али без успеха. Тражио је помоћ од Краљевског савета (шп. Consejo Real) и Савета Кастиље (шп. Consejo de Castilla), али је био одбијен. Онда је Сервантесова мајка Леонор изашла пред Крсташки савет (шп. Consejo de la Cruzada) и под лажним изговором да је удовица, успела да добије помоћ у виду позајмице. Међутим, сума није била довољна, а Мигел, сигуран у бег који је био планирао, одрекао се права прворођеног сина у корист свог брата, те је тако Родриго, а не Мигел био ослобођен на основу послатог откупа. Бег, међутим, није успео, а Сервантес, пошто је признао да је био вођа, морао је да проведе пет месеци у краљевским тамницама. Ово није био ни први ни последњи пут да је Сервантес покушао да побегне. Само га је статус привилегованог заточеника који је имао захваљујући писму Хуана од Аустрије које је носио са собом у тренутку заробљавања спасао од сигурне смрти.
У мају 1580. године у Алжир је стигао фра Хуан Хил (шп. Fray Juan Gil), главни прокуратор религиозног реда Св. Тројице. Са собом је носио откуп који се једним делом састојао од суме коју је приложила Сервантесова мајка (280 ескуда) и делом од новца који је дат као помоћ експедицији (220 ескуда). Сервантес је у септембру био ослобођен, али пре него што је пошао за Шпанију, морао је да се одбрани од оптужби да је сарађивао са муслиманским гусарима.
Дана 27. октобра 1580. Сервантес се искрцао у Денији, на северу Аликантеа. Прошавши прво кроз Валенсију, стигао је коначно у Мадрид месец дана касније.

### Зрелост — Повратак у Шпанију и затвор
Након доласка у Шпанију, Сервантес је прво покушао да среди позајмицу са Саветом Кастиље коју је његова породица добила за његов откуп. Такође желео је да буде сигуран да је помилован за двобој са Сегуром због кога је пре десет година био осуђен. У Валенсији ће посетити Тимонеду, издавача дела Лопеа де Руеде, а такође ће се дружити са тамошњим песницима и писцима. По доласку у Мадрид, своју породицу је нашао у веома тешкој ситуацији. Отац је био до гуше у дуговима и глув, а мајку је гризла савест због тога што је морала да лаже зарад својих синова. Његов брат Родриго је због такве материјалне ситуације опет био у служби војводе од Албе. У том периоду је одлучио да оде на двор и зато ће путовати прво у Оран, затим Картахену и на крају у Лисабон, али не успева. На крају се вратио у Мадрид где је такође покушао да издејствује да га пошаљу у Америку, али такође без успеха. У Мадриду је по свој прилици био у вези са извесном Аном де Виљафранка (шп. Ana de Villafranca) која му је родила једну ванбрачну кћерку, а 1585. године се оженио Каталином де Салазар и Паласиос (шп. Catalina de Salazar y Palacios) која је била 22 године млађа од њега. Била је кћерка идалга из Ескивијаса (шп. Esquivias) где се Сервантес након женидбе трајно настанио.
Иако ван Мадрида, није прекинуо везе са књижевним светом. Обновио је пријатељство са својим старим професором, Лопезом де Ојосом, који ће бити блиско упознат са делом које је тада почео да пише, пасторалним романом „Галатеја“. Такође се поново нашао са својим старим пријатељима писцима, Педром Лајнезом и Франсиском Фигероом, а склопио је и нова пријатељства са песницима Педром Падиљом, Хуаном Руфом и Галвезом де Монталвом. У делима ових песника се појављују Сервантесови сонети, а и Сервантес такође укључује у свој пасторални роман „Галатеја“ неке од сонета ових песника. У оваквом позитивном окружењу, Сервантес је 1585. у Алкали објавио пасторални роман, „Галатеја“ коју је финансирао Блас де Роблес, а штампао Хуан Грацијан (шп. Juan Gracian). Под Монталвовим утицајем, користиће псеудониме и играће се са измишљеним ликовима, а као референцу ће више пута поменути Монтемајорову Дијану, дело које је у то доба било популарно. Касније ће у свом „Дон Кихоту“ критиковати ову прозну врсту, сматрајући је лажном и неодговарајућом реалности. „Галатеја“ је, међутим, имала успеха. У мадридским литерарним круговима многи су је хвалили, укључујући и самог Лопеа де Вегу. Пет година касније, појавиће се друго издање. Такође је и у Француској имала доста успеха, мада ће тамо бити први пут објављена 1611. Међутим, иако је у више наврата обећавао, никад није написао други део.
Тих година се стварају многе глумачке дружине које приказују како световне тако и црквене позоришне приказе по градовима, настају прва импровизована али стална позоришта која су се називала корали за комедије (шп. corrales de comedias), а упоредо настаје и нова драмска врста, нова комедија, која је по темама и стилу ближа обичном народу, а по форми тотално разбија класичну концепцију драмске врсте. У тим почецима настанка „народног“ позоришта, одређени аутори, међу којима је био и Сервантес, покушавају да спасу класични театар. С тим у вези, Сервантес ће написати неколико класичних трагедија, од којих су две преживеле до данас: „Алжирске догодовштине“ и „Опсада Нумансије“. Не зна се, међутим, ништа о других двадесет или тридесет комедија за које он сам тврди да је написао у том периоду.
Године 1587. Сервантес се опростио од своје жене из непознатих разлога и отишао у Севиљу. Тамо је ступио у службу шпанске Армаде као интендант. Путовао је Андалузијом и набављао жито за војску. Године 1590. опет је покушао да издејствује да га пошаљу у Америку, али опет без успеха. Године 1592. Сервантес је допао затвора због лажних оптужби да је илегално продавао жито, где ће остати две године, до 1594.
Сервантес ће у овом периоду написати многе од својих Узорних новела (Љубоморни Екстремадурац, Ринконете и Кортадиљо, Разговор паса), као и друге новеле које су укључене у „Дон Кихота“ (Роб). Такође је написао и нешто поезије, а постоје докази о постојању уговора који је потписао 1592. године са извесним Родригом Осоријем (шп. Rodrigo Osorio) према коме се обавезао да ће написати шест комедија „кад буде стигао“, обавеза коју очигледно није испунио.
Године 1594. Сервантес је добио посао сакупљача пореза. Посао је обављао у провинцији Гранада и кад га је коначно завршио и вратио се у Севиљу, трговац Симон Фрејре (шп. Simón Freire) код кога је депоновао сакупљени порез је банкротирао, а сам Сервантес био оптужен и осуђен да је присвојио новац који је сакупио.
У том затвору у Севиљи Сервантес је имао прилике да дође у блиски контакт са најнижим слојевима друштва и њиховим жаргоном, правилима, хијерархијом, што ће касније искористити у својим делима. У том истом затвору ће настати и прво поглавље „Дон Кихота“, како сам тврди у Прологу првог дела.
Не зна се са сигурношћу када се Сервантес поново нашао на слободи, али се зна да је 1600. године дефинитивно напустио Севиљу, и да је исте године забележено његово присуство у Толеду, а потом 1602. године у Ескивијасу.

### Последње године — године књижевног стваралаштва
Године 1604. Сервантес се настанио са својом женом у Ваљадолиду, где се исте године преселио и двор Филипа III. Ту је нашао и издавача Франсиска де Роблеса, сина Бласка де Роблеса који му је пре много година издао „Галатеју“.
Крајем децембра 1604. године изашао је из штампе први део „Дон Кихота“ који су претходно најавили Лопе де Вега и Лопез де Убеда. Већ у првим месецима следеће године примећивао се успех дела: У марту Сервантес је добио проширење дозволе штампања на Португал и Арагон (претходно је добио само за Кастиљу). Појавила су се и два пиратска издања у Португалији и друго издање у Кастиљи. Појављују се прве наруџбине из Америке, а на маскенбалима људи су почели да се прерушавају у Дон Кихота и Санча Пансу као популарне литерарне личности.
После изласка Дон Кихота из штампе, Сервантес је постао познат и ван граница Шпаније. Излазе нова издања „Кихота“: у Бриселу (1607) и Мадриду (1608). Томас Шелтон преводи „Дон Кихота“ на енглески језик који ће се појавити 1612. Сезар Уден 1611. почиње француски превод који ће завршити четири кодине касније.
Сервантес се дефинитивно вратио у Мадрид фебруара 1608. Прво је живео у улици Магдалена, а затим се преселио у улицу Леон, у, како се тада звао, „кварт муза“, где су живели и Лопе де Вега и Франсиско де Кеведо и Велез де Гевара. Године 1612. преселио се у улицу Уертас, да би коначно 1615. прешао у кућу на углу улица Леон и Франкос.
Своје последње године живота Сервантес углавном је проводио у Мадриду, из ког је одлазио само на кратка путовања у Алкалу или Ескивијас. У пролеће 1610. гроф од Лемоса био је именован вицекраљем Напуља и Сервантес (као и Гонгора) се надао да ће бити позван да му се придружи као дворски песник, али од тога на крају ништа није било.
У овим последњим годинама живота Сервантеса су опхрвали породични проблеми и три смрти: његове сестре Андреје у октобру 1609, његове унуке, Изабеле Санс шест месеци касније и његове друге сестре, Магдалене, јануара 1610. Позне године су Сервантесу такође донеле осећај блискости с Богом: априла 1609. године постао је члан „Конгрегације слугу светог сакрамента“ (шп. Congregación de los Esclavos del Santísimo Sacramento), иако се ништа не зна о томе да ли се стриктно придржавао њихових правила (постови и апстиненција одређених дана, свакодневно присуствовање мисама, спиритуалне вежбе и посете болницама). У јулу 1613. постао је искушеник, а заредио се 2. априла 1616, неколико месеци пре смрти.
У међувремену, Сервантес је завршио и своје „Узорне новеле“. Неке су највероватније настале у доба његових путешествија по Андалузији, као Ринконете и Кортадиљо или Љубоморни Екстремадурац, друге су пак настале у периоду његовог боравка у Ваљадолиду, а друге су, опет, нешто касније написане, као Разговор паса, или Циганчица и у којима се јасно виде алузије на растућу нетрпељивост према морискосима који су 1609. били протерани краљевским декретом. Дело излази из штампе у издању Хуана де ла Куесте 1612. године, са посветом грофу од Лемоса са којим је Сервантес мислио да ће ићи у Италију. Одмах су доживеле успех: за десет месеци у Шпанији су штампана четири издања, после којих ће доћи још 23 издања до краја века, а Росе д'Одигије (фр. Rosset y D'Audiguier) их преводи на француски 1615. године. Француски превод је доживео осам издања током 17. века.
Године 1613. почео је да пише и „Пут на Парнас“ по угледу на истоимено дело Чезареа Капоралија (итал. Cesare Caporali). Дело ће изаћи из штампе 1614. године.
Након кратке паузе када су се сва позоришта затворила због смрти Филипа II, шпански театар доживљава прави процват. Створила се атмосфера које је била инспирација за многе песнике и драматурге, а плодни и маштовити „монструм природе“, Лопе де Вега, окружен групом присталица и ученика, претворио се у идола обичног припростог народа. Године 1609. Лопе објављује своју чувену „Нову уметност прављења комедија“ (шп. Arte nuevo de hacer comedias) у којој излаже своју поетику, подвлачећи његова формула о угађању простом народу даје више него добре резултате. Кроз уста лика свештеника у „Дон Кихоту“, Сервантес невољко признаје генијалност Лопеу, али изражава и своје негодовање због угађања укусима простог народа. Вероватно да је то био и разлог бојкота који је доживео кад се вратио у Мадрид — наиме, није могао да нађе ни једног власника позоришта (који су у великој већини уједно били и писци нових комедија) који би уврстио на репертоар његова дела. Своје разочарење изразио је у прологу „Осам комедија и осам ентремеса“:
| „ | ...pensando que aún duraban los siglos donde corrían mis alabanzas, volví a componer algunas comedias; pero no hallé pájaros en los nidos de antaño; quiero decir que no hallé autor que me las pidiese, puesto que sabían que las tenía, y así las arrinconé en un cofre y las consagré y condené al perpetuo silencio... ... мислећи да још увек траје оно време кад су ме хвалили, опет саставих неке комедије, али не нађох птиће у гнездима ранијих времена; хоћу да кажем, не нађох никог ко би ми их тражио, јер су знали да их имам, тако да их похраних у ковчег, посветих их и осудих на вечиту тишину... | ” |

У „Додатку на Парнас“, Сервантес објашњава како је одлучио да своје комедије „публици представи у књизи, кад већ не може у позориштима“ и тако се септембра 1615. године појавила збирка „Осам комедија и осам нових међуигри“ у издању Хуана де Виљароела (шп. Juan de Villarroel). Ове комедије су састављене у различито доба и не може се утврдити њихов хронолошки след, али једно је сигурно — њихово објављивање их је спасло од заборава.
Иако је још у првом делу „Дон Кихота“ обећавао наставак догодовштина велеумног племића и његовог коњушара, Санча, Сервантес је испунио обећање тек након 10 година и то тек након изласка апокрифног другог дела чији је аутор био извесни Алонсо Фернандез де Авељанеда (шп. Alonso Fernández de Avellaneda), родом из Тордесиљаса. Апокрифни други део „Дон Кихота“ изашао је у Тарагони, у издању извесног Фелипеа Роберта (шп. Felipe Roberto). Ово дело је било тотални фалсификат, почев од одобрења књиге, преко дозволе за штампање до имена штампача и места издања. Чак је и име самог аутора било лажно. Мартин Рикер (шп. Martín de Riquer) је релативно скоро успео да на основу анализе текста изнесе претпоставке да се ради о извесном Херониму де Пасамонтеу (шп. Jerónimo de Pasamonte), војнику и писцу који је могао бити инспирација за лик галијаша Хинеса де Пасамонтеа који се појављује у 32. поглављу првог „Дон Кихота“. Пролог апокрифног „Дон Кихота“, који се приписује Лопеу де Веги, веома је повредио Сервантеса, у коме му се препоручује да „спусти нос и да буде скромнији“, и где се исмевају његове године уз оптужбе да има „више језика него руку“, алудирајући на Сервантесову сакатост.
Сервантес му је одговорио с мером у Прологу другог дела „Дон Кихота“, рекавши како је своје ране зарадио у „најузвишенијој прилици што су је видела прошла столећа и садашња, и што ће је будући векови видети“. Затим је на елегантан начин дао и своју оцену о самом апокрифном делу — у самој књизи док Дон Кихот прелистава Авељанедину књигу, ту се задесе два читаоца који разочарано коментаришу „будалаштине које су управо прочитали“, а потом Сервантес убацује у радњу и један лик из апокрифног дела и даје му прилику да упозна правог „Дон Кихота“ и да увиди да је Авељанедин лик један обичан преварант.
У новембру 1615. године, посвећен грофу од Лемоса, изашао је други део „Велеумног племића, Дон Кихота од Манче“, у коме Сервантес описује наставак догодовштина племенитог идалга и његовог коњушара, али овај пут га води до краја, до саме самртничке постеље и тиме уклања сваку даљу могућност појаве нових апокрифних наставака.
Неколико месеци пред смрт, Сервантес последњим снагама успева да заврши своје последње дело, „Пустоловине Персилеса и Сихисмунде“, које је вероватно почео још 1609. и најављивао га је више пута у својим ранијим делима. По тематици, „Персилес“ припада подврсти пустоловног романа који има елементе витешког и љубавног романа, веома популарног у 16. и 17. веку.
Сервантес је био сахрањен 23. априла 1616. године. Парохија Сан Себастијан је забележила само датум сахране, према тадашњим обичајима, и тај датум је до данас остао забележен као дан смрти Сервантеса, на који се у Шпанији и целом свету слави Дан књиге.

## Дела
Сервантес припада, како својим животом, тако и својим делом, колико ренесанси, толико и бароку. Живео је у једном преломном времену, како политичком, тако и на пољу књижевности, које је настојао да разуме и објасни. Ренесансни идеали и начин размишљања, као и књижевне форме полако али сигурно се мењају или нестају. На темељима европске ренесансе формира се типично шпански барок, са само себи својственим и нигде у свету поновљивим карактеристикама. Сервантес је стварао у свим књижевним родовима — био је песник, драматург и изнад свега, прозни писац.

### Песничко дело
Сервантес је у току целог свог стваралачког живота неговао поезију и волео је, иако га његови савременици нису сматрали нарочитим песником, чега је и он сам био свестан. Поезија је била први књижевни род у ком се Сервантес огледао. Тематски, метрички и стилски следио је узоре популарни ренесансних писаца — Петрарка, Бокачо, Ариосто — да би у позним годинама и сам учествовао у стварању барокне поезије.
Сервантесова поезија је синтеза две главне струје које су у на крају ренесансе и почетку барока владале у шпанском песништву:
- поезија под италијанским утицајем и
- традиционалистичка поезија.

Сервантесова поезија се може разврстати на неколико тематских група:
- Пасторално-љубавне песме.
- Пригодне песме.
- Песме по угледу на народну поезију.
- Песме о поезији и о песницима.

Пасторална тематика је веома присутна у Сервантесовом песничком опусу, нарочито песме укључене у његова прозна дела. У тој групи, љубав је најчешћи мотив. У пригодним песмама је опевао низ познатих личности оног доба, као и неке актуелне догађаје. Затим, писао је песме по угледу на народну усмену поезију које је такође укључивао у своја прозна дела, као и песме посвећене поезији и другим песницима.

#### Пасторално-љубавне песме
Овај вид поезије Сервантес је писао под јаким утицајем италијанских песника, на почетку своје књижевне каријере, у доба кад је писао Галатеју, а затим и у доба кад је састављао први део „Дон Кихота“. Пасторална тематика, која је главна тема ових песама је Сервантесу била посебно драга. „Галатеја“, која је била писана према тада владајућим правилима, обилује деловима написаним у стиху. Заљубљени пастири и пастирице певају или рецитују стихове уз пратњу инструмената и кроз њих изражавају своја размишљања и осећања. Метричке форме које се најчешће користе су ренесансне метричке форме поезије под италијанским утицајем: сонети, еклоге, као и петраркистичке песме. Потом, секстине (шест строфа од по шест стихова и једна строфа од три стиха), глосе. Од строфа, најчешћи су терцети и октаве. Идеализована слика пасторалног света се провлачи као главна тема у овим песмама, у којима се појављују идеализовани пастири и пастирице обузети префињеним, скоро посвећеним култом љубави. Стиховима се у „Галатеји“ изражавају теме као што су туга због неузвраћене љубави, љубомора, безнадежност, сумња, стрепња, неизвесност, буђење нове наде, жудња за смрћу која једино може да донесе утеху оном ко је безнадежно заљубљен, као и похвале дами (у пасторалним романима, пастирице су биле у ствари даме прерушене у пастирску одећу, према томе, биле су оличење лепоте, чедности и врлине.
У „Дон Кихоту“ такође постоје стихови овог типа. Стихови Грисостома, студента преобученог у пастира, срочени су према правилима ренесансне поетике. Италијански утицај у овој типично ренесансној творевини се види у алузијама на личности из античке књижевности и митологије, синтагмама које су се тада користиле и имале декоративну функцију („заморан живот“, „злобна светина“, „дубока провалија“, итд.), стилске фигуре као што је антитеза („мртвог језика и живих речи“) или стилска инверзија.

#### Пригодне песме
У Сервантесово доба био је обичај да се пишу пригодне песме посвећене познатим личностима, а поводом неког посебног догађаја. Сервантес је написао неколико таквих песама, посвећених разним личностима (Лопе де Вега, Хуан Руфо и др.) и углавном похвалних, али и известан број сатиричних песама, као што су „На одру краља Филипа у Севиљи“ (шп. Al túmulo del rey Felipe en Sevilla) или „Једном уображенку који је постао просјак“ (шп. A un valentón metido a pordiosero). Посебно се истичу две песме које су упућене шпанској Непобедивој армади, пре и након катастрофалног пораза 1588.
Такође вреди поменути и „Посланицу Метеу Васкезу“ (шп. Epístola a Mateo Vázquez), једину песму пригодног карактера на аутобиографској основи. Ради се о дугој лирској песми са наративним елементима коју је Сервантес писао Матеу Васкезу, секретару Филипа II, док је био у алжирском заточеништву. Циљ ове посланице био је да се привуче пажња двора и краља на многобројне шпанске заробљенике који су чамили по алжирским тамницама и чекали да им краљ помогне. Посланица садржи два типа песничког говора: први, конвенционални, који је иначе коришћен при упућивању неке молбе високим званичницима, и други, лирски, којим је Сервантес описао биографске детаље. Сервантес у овој песми изражава своје поверење у шпански двор и говори како верује да војничка пожртвованост није била узалудна и да у шпанском друштву постоји правда, међутим, ипак кроз одређене формулације као што је „промашена младост“ (la mal lograda juventud) провејава наслућивање узалудности сопствене храбрости. Посланица је једна од малобројних Сервантесових књижевних творевина у којима говори на релативно отворен начин, у првом лицу, о свом животу. Сматра се најбољом лирском творевином у песништву Шпаније у последњих 20 година 16. века.

#### Песме по угледу на народну поезију
Не постоје самосталне Сервантесове песме писане по угледу на народну поезију, већ само у оквиру његових прозних дела. У Узорним новелама се могу наћи такви стихови, а понекад се не ради ни о целим песмама, већ само о фрагментима — неколико стихова писаних у духу народне поезије. Биле су углавном наменски укључиване у прозна дела. Нпр. у новели Циганчица има неколико романси као и песмица са пуно деминутива карактеристичних за народну поезију којом је она лечила главобољу. Такође можемо наћи сегидиље у новели Ринконете и Кортадиљо, у сцени забаве пикара и њихових девојака, а у Славној судопери мазгари и служавке почињу да импровизују уз гитару мелодичне и ритмичне стихове налик на народну поезију.
Од метричких форми пренетих из народне поезије, Сервантес је неговао романсу у традиционалном облику и виљансико, као и варијанту виљансика, летриљу.

#### Песме о поезији и о песницима
Ово је Сервантесова најзначајнија тематска група песничких творевина у коју спадају две дугачке песме, „Калиопина песма“, која чини саставни део пасторалног романа „Галатеја“ и „Пут на Парнас“.
Калиопина песма је похвална лирско-епска песма у свечаном, чак понекад патетичном тону. Нимфа Калиопа у идеализованом пасторалном пејзажу и у друштву других идеализованих пастира и пастирица пева хвале одређеном броју песника Сервантесових савременика. Што се метрике тиче, писана је у једанаестерцима груписаним у 111 строфи од осам стихова, краљевске октаве (шп. octavas reales) са консонантском римом. Највећи број имена која се у овој песми помињу, данас немају никаквог значаја, али се помињу и нека која су веома битна имена у шпанској књижевности (Алонсо де Ерсиља, Лопе де Вега, Луис де Гонгора).
Након скоро три деценије, Сервантес ће написати још једну песму у истом стилу и тематици — Пут на Парнас, објављен 1614. године.

##### Пут на Парнас
Ова сатирично-дидактична поема се састоји од осам поглавља и писана је у једанаестерцима организованим у строфе од три стиха — терцетима. Тема ове поеме је веома слична као и у „Калиопиној песми“: критички осврт на песнике и песништво оног времена. У овој песми, мноштво шпанских песника хрли са Меркуром ка Аполону који их чека на планини Парнас. Међутим, за разлику од Калиопине песме, која је препуна хвалоспева, „Пут на Парнас“ је писан у сатиричном тону, а критика је упућена многима који се налазе у Меркуровој пратњи, за које каже да су недостојни да понесу назив песника и за које користи низ погрдних назива — „бескорисни олош“ (canalla inútil), „изгладнела дружина“ (mesnada hambrienta), или пак кованице као што је poetahambre, тешко преводива реч која се састоји из две речи — poeta (песник) и hambre (глад). У овој поеми, очигледно је Сервантесово разочарење у песнике, међутим, вера у вредност праве поезије остала је нетакнута.
Посебно битан елеменат ове поеме је и аутобиографска садржина. Цела поема је написана у првом лицу. Сервантес на један уздржан и скроман начин даје своје мишљење о својој поезији и о свом месту међу свим тим многобројним песницима, а о себи и својим делима говори на уздржан, једноставан и самокритичан начин.

### Драмско дело
Сервантес је у периоду од 1580. до 1587. године интензивно писао за позориште, који су по свој прилици били приказивани у мадридским позориштима. Након 1587. године, Сервантес је престао да се бави позориштем, а у исто време на шпанску позоришну сцену ступио је Лопе де Вега и почео да уводи корените промене у целокупној концепцији театра шпанског Златног века стварањем нове комедије. Из раздобља када су се Сервантесови комади приказивали у мадридским позориштима, сачувана су само два дела: комедија Алжирске догодовштине и трагедија Опсада Нумансије. То је било време када је у шпанском театру још увек владала класична подела на комедију и трагедију и када су се писци придржавали класичних правила при писању.
Након паузе од скоро 30 година, 1615. године из штампе излази збирка позоришних комада — Осам комедија и осам нових међуигри, које су написане или прилагођене новом позоришном концепту Лопеа де Веге.

#### Алжирске догодовштине
Пун наслов ове комедије је „Комедија названа Алжирске догодовштине сачињене од Мигела де Сервантеса који је тамо био заточен седам година“ (шп. Comedia llamada El trato de Argel hecha por Miguel de Cervantes, que estuvo cautivo el él siete años). Сматра се да је Сервантес овај комад писао непосредно након што је изашао из заточеништва у Алжиру, тачније, средином 1580. године и да су му као инспирација послужила искуства и још увек свежи утисци која је стекао тамо стекао. Руиз Рамон каже:
| „ | Као позоришни комад то је збир слика из живота у заточеништву у коме главну улогу има неколико личности чији је задатак представљање неких од основних видова живота у заточеништву. Двострука интрига повезује личности и чини да напредује радња која је много мање важна од ставова које отелотворују личности. Дело поставља низ политичких, патриотских и религиозних проблема чија важност почива више у њиховој идеолошкој садржини него у њиховом драмском остварењу. Гледалац присуствује судару хришћанства и ислама који се сматрају као непомирљиви, уздизању јунаштва шпанских заточеника, њихових невоља и искушења и коначно ослобађања од калуђера Тројства који долазе да их откупе. | ” |

#### Опсада Нумансије
„Опсада Нумансије“ је класична трагедија писана према правилима античког позоришта која обрађује истинит историјски догађај из 2. века п. н. е. који се десио у доба римских освајања на Иберијском полуострву. Ово дело је било откривено тек у 18. веку, тачније, 1784.
Нумансија је била келтиберски град чији су становници, након вишегодишње опсаде римских легија Сципиона Африканца Млађег, извршили колективно самоубиство само да не би пали живи у руке непријатељу, и тиме осујетили тријумф римских легија. Овај догађај, о коме говори више историјских извора, обрађиван је већ раније у књижевности. Сервантес је написао изузетно јаку трагедију о појединачним људским судбинама.
Што се форме тиче, написана је у стиху и има четири чина. Главног јунака нема, постоји само Нумансија, као колективни јунак. Трагедија описује последње дане опсаде у граду, ужасну глад која је харала, неизвесност и неизбежно приближавање тренутка коначне одлуке — срамна предаја или славна смрт. Очајање, страх, жеља за животом, одбијање понижења пред непријатељем, показано је кроз различите ликове. Сцена у којој долази до врхунца драмске напетости је кад Маркино, врач, покушава да сазна шта их очекује у будућности. Пророчанство је немилосрдно — предсказује се смрт Нумансије, али не и пораз, што је Нумантинцима био довољан знак шта им је чинити. Након низа врло потресних сцена колективног убиства, Римљани улазе у опустели град. у том тренутку, Сервантес опет доводи до врхунца напетост појављивањем дечака Баријата на зидинама. Сципион му обећава слободу и богатство ако се преда, јер му је потребно да доведе макар једног заробљеника како би тријумф био његов, међутим, Баријато се ипак баца са зидина и умире, не дозволивши да жртва Нумантинаца буде узалудна. У трагедији се такође појављују и „моралне фигуре“ — Рат, Глад, Болест, Шпанија и Слава. Слава се појављује на крају трагедије и обећава да ће нумантинско херојство остати забележено за вечна времена.
Сервантес представља Нумантинце као славне и храбре претке Шпанаца који су достојни потомци нумантинске пожртвованости и јунаштва. Према мишљењу многих критичара, Опсада Нумансије је најбоља шпанска трагедија свих времена.
Опсада Нумансије није била објављена за Сервантесовог живота. Први пут је штампана 1784. године. У модерно доба, „Опсада Нумансије“ је приказивана 1937. у Паризу, 1949. године у Сагунту, 1952, 1953, 1955. у Француској, 1956. и 1966. у Мадриду, 1958. и 1965. у Паризу.

#### Осам комедија и осам нових међуигри
Иако се пред крај живота ипак повиновао новим правилима које је поставио Лопе де Вега у својој „Новој уметности писања комедија“ (шп. Arte nuevo de hacer comedias; 1609), изгледа да није постојало интересовање за Сервантесове комедије у тадашњим позориштима. Зато је он одлучио да их, кад већ не може у позоришту, да их да их публици представи у облику књиге. Тако је 1615. године изашла из штампе збирка његових комедија и међуигри „Осам комедија и осам нових међуигри“.
Сматра се да је Сервантес пред крај живота неке од својих старих комедија прерадио и прилагодио новим правилима, а неке је написао према истим тим правилима. Теме које је обрадио у комедијама су мање више исте теме које је обрађивао и у својим прозним и песничким делима — теме о сужњима, љубавне теме, пикарске теме.
Судбина заточеника је обрађена у три комедије. Алжирске тамнице је комплексна прича о шпанском робљу у алжирским тамницама, борби за очување вере, рађању љубави између припадника различитих вероисповести, односу између господара и њихових заробљеника. Такође садржи и доста пикарских елемената. Срчани Шпанац је комедија заснована на аутобиографским, док је Велика султанија заснована на псеудоисторијским елементима, са сложеним драмским заплетима пуним неочекиваних обрта и сценских ефеката, што су основне карактеристике нове комедије.
Под јаким италијанским утицајем су писане две комедије: Кућа љубоморе и Љубавни лавиринт. Осетан је Ариостов утицај (Бесни Орландо), а ликови неодољиво подсећају на ликове из витешких романа.
Педро де Урдемалас је комедија са пикарском тематиком и сматра се једном од најуспелијих Сервантесових комедија. Након многобројних живописних сцена пикарског живота, Педро на крају одлучује да постане глумац јер му се чини да је то једина професија где може да постане што год пожели у чему га неће спутавати његово порекло и његов материјални положај. Срећни пропалица такође садржи елементе пикареске. Овај позоришни комад припада комедијама о свецима (шп. comedia de santos), драмска врста која је била веома популарна у Сервантесово време. Главни јунак, Кристобал де Луго је био историјска личност. Сервантес приказује његов животни пут пикара који је на крају завршио у Мексику и постао изузетно побожан калуђер чија ће богоугодна дела учинити да на крају заврши као светац. Први чин обрађује на врло живописан начин Кристобалов пикарски живот и севиљско подземље, а други и трећи су посвећени Кристобаловом преобраћењу, победи над искушењима и тријумфу вере и написани су на веома конвенционалан начин.
Забавна комедија је једина комедија интриге у овој збирци. Поштујући правила која је поставио Лопе де Вега, Сервантес је написао комедију у којој ће до заплета доћи због неспоразума око истог имена две даме. Секундарни заплет, типичан за комедију интриге, је однос служавке и тројице њених удварача, који је вођен много природније и спонтаније него главни. Међутим, иако је следио Лопеове постулате, ипак, Сервантес не завршава ову комедију обавезном свадбом.

##### Ентремеси
Сервантесу је свакако много више лежао ентремес, кратка међуигра веселе садржине који се обично приказивао између првог и другог чина комедије. Сервантесови ентремеси су пуни сцена из стварног живота Шпанаца оног доба, приказаних таквима какви су били. Иако их је написао много више, сачувано их је само осам, два у стиху и шест у прози. Очигледан је утицај Лопеа де Руеде и његовог шпанског националног кратког комада, пасо (шп. paso). Сервантес је сматрао да комедија треба да буде „огледало људског живота, пример обичаја и слика истине“ и то му је пошло за руком у ентремесима. Бирао је ситуације и ликове из реалног живота, описивао их је час иронично, час сатирично, а понекад благонаклоно, понекад са горчином, али никад са злобом. Теме које је обрађивао су биле лицемерје и испразност старих хришћана (Избор кметова у Даганзу), брачне несугласице (Судија за развод брака), љубомора старца ожењеног младом женом (Љубоморни старац), жене из најнижих слојева друштва (Лажни Бискајац), трагедија бившег војника неспособног да се уклопи новонасталој ситуацији (Брижна стража), друштвене предрасуде (Позорница чудеса), пикарске теме (Пропалица удовац) лаковерност превареног мужа (Пећина у Саламанки).
Љиљана Павловић-Самуровић каже:
| „ | Сочан и вешто коришћен говорни језик, једноставни, али ефектни заплети, убедљива карактеризација ликова из народа, чине да ове једночинке интензивно дочаравају читаоцу време и средину чији тако верни, а уметнички уобличен одраз не постоји ни у једном прозном или драмском делу неког другог писца, Сервантесовог савременика. | ” |

Међуигре су преведене на српски и објављене 1994. Преводиоци су хиспанисти др Јасна Стојановић и Зоран Худак. Прво издање објавио је ЛАПИС, а друго, 2007, ИТАКА, обе куће из Београда. На основу овог превода Народно позориште из Крушевца поставило је на сцену представу „Театар чудеса“ (режија Милан Караџић) (Јасна Стојановић, „Сервантес и позориште“. У Шпанско позориште барока. Београд, Филолошки факултет, (2009). стр. 91–99).

### Прозна дела
Сервантес је ипак, био првенствено прозни писац. Прозно дело које је оставио за собом је најзначајнији део његовог стваралаштва. Прозна дела која је написао веома се разликују по тематици, стилу, структури и начину обраде теме. Сервантес се такође сматра творцем првог модерног романа у Европи.

#### Галатеја
„Галатеја“ је први Сервантесов роман, објављен 1585. године коју је финансирао Блас де Роблес, а штампао Хуан Грацијан (шп. Juan Gracian). Припада књижевној врсти која се зове еклога (шп. égloga).
„Галатеја“ је имала више узора: Санацарову „Аркадију“, Монтемајорову „Дијану“ и „Заљубљену Дијану“ Гаспара Хила Пола (шп. Gaspar Gil Polo). Кроз узвишену и велику љубав пастира Елисија према лепој и пуној врлина пастирици Галатеји Сервантес обрађује тему љубави схваћеној на типично ренесансни филозофски начин. Концепција неоплатонске љубави коју је Сервантес усвојио од Леона Јеврејина и његовог дела Дијалози о љубави излаже се преко компликоване љубавне приче прерушених пастира и пастирица који воде дуге разговоре о љубави и другим филозофским темама. Пасторална средина у којој се одвија радња Галатеје такође је идеализована као и пастири и пастирице.
Сервантес ће касније у Дон Кихоту кроз уста пароха критиковати и ово своје дело:
| „ | Тај Сервантес ми је од толико година велики пријатељ и знам да се боље разуме у недаћама неголи у стиховима. У његовој књизи замишљај може да поднесе, гдешто започиње, а не довршава ништа. Ваља причекати други део који обећава; да ако се поправи и потпуно заслужи помиловање, које му се сада одриче, а док се то не види, држите га, куме, затворена у својој кући. | ” |

#### Узорне новеле
„Узорне новеле“, је збирка од 12 новела објављена 1613. године. Новела је прозна врста која је у Сервантесово време била нова у Шпанији. Сервантес је тога био свестан и у Прологу тврди да је он био први писац у Шпанији који је заиста писао новеле, а да су до тада шпански писци или преводили или подражавали италијанске новеле. И назив, и прозна врста новеле воде порекло од Бокачовог „Декамерона“. Сервантес је ову врсту прилагодио шпанској средини и у структури и у садржају. Сервантес је у италијанску новелу увео дијалоге, елиминисао коментаре и цитате, саму радњу је обогатио и направио је сложенијом, па самим тим и занимљивијом, елиминисао је елементе чудесног и натприродног који је у италијанској новели представљао заоставштину витешког романа, увео је морализаторски елеменат, а актери његових новела су искључиво шпански.
Сервантес своје новеле назива „узорним“ (ejemplares). Хоакин Касалдуеро примећује да је Сервантес у својим новелама превазишао ренесансну концепцију живота и уметности и да његови ликови у ствари представљају оличење барокног односа према положају човека у свету. Уместо ренесансног идеализовања и усавршавања стварности, у Сервантесовим новелама стварност се уздиже на план битног и суштинског. Не траже се идеализована бића, већ идеализоване врлине
Има их дванаест:
| 1. Циганчица (шп. ) 2. Широкогруди удварач (шп. ) 3. Ринконете и Кортадиљо (шп. ) 4. Енглеска Шпанкиња (шп. ) 5. Стаклени лиценцијат (шп. ) 6. Снага крви (шп. ) | 1. Љубоморни Екстремадурац (шп. ) 2. Славна судопера (шп. ) 3. Две девојке (шп. ) 4. Госпођа Корнелија (шп. ) 5. Брак на превару (шп. ) 6. Разговор паса (шп. ) |

„Широкогруди удварач“, „Две девојке“, „Госпођа Корнелија“, „Снага крви“ и „Енглеска Шпанкиња“ су новеле у којима доминира љубавна тематика (префињено или брутално завођење, узајамна љубав, неузвраћена љубав, тајна љубав, љубомора, љубав потакнута лепотом или врлином, и др.). Садрже мноштво узбудљивих догађаја (бродоломи, тровања, издаје, двобоји, падање у ропство, неочекивани сусрети, незаконита деца, болни растанци) који се дешавају у различитим земљама (Турска, Шпанија, Италија, Енглеска) и завршавају се на уобичајен и очекиван начин — срећним браковима.
„Ринконете и Кортадиљо“, „Брак на превару“ и „Разговор паса“ су три новеле у којима има елемената пикарског романа. „Ринконете и Кортадиљо“ се сматра не само најбољом новелом ове збирке, већ и најуспелијом новелом читаве шпанске књижевности. Радње у правом смислу речи, у овој новели, заправо нема, јер је она опис кратког раздобља живота двојице пикара, без увода и без закључка. Радња се одвија у Севиљи у пикарском окружењу — беспосличари, лопови, силеџије, проститутке. Новела одише ведрином и живошћу, као и вешто коришћеним пикарским жаргоном. Сервантес ствара комичне ситуације увођењем погрешно изговорених учених или страних речи и на тај начин исмева тежњу многих својих савременика, без обзира на друштвени сталеж, да изгледају отмено и учено по сваку цену.
„Брак на превару“ и „Разговор паса“ су у ствари два дела једне дуже новеле. Први део („Брак на превару“) говори о људима који преваром покушавају да извуку неку корист за себе — сиромашни војник и сиромашна жена сумњивог морала представљају се лажно једно другом и на крају се венчавају. Радња и пикарска средина је описана уверљиво са мноштвом детаља и причом превареног младожење у првом лицу, како је то уобичајено у пикарским романима. Други део („Разговор паса“) се дешава у болници где је завршио преварени младожења који је из свог краткотрајног брака извукао само непријатну болест и где он једне ноћи, пошто није могао да заспи, слуша разговор два пса кроз који се оживљава много шира пикарска средина. Пас Берганза прича своју живот који је провео као прави пикаро, мењајући господаре, и кроз његову причу се сагледава наличје шпанског друштва оног времена.
„Циганчица“ и „Славна судопера“ су две новеле у којима се обрађују сличне теме: у првој млада Циганка, у другој сиромашна и лепа девојка, изазивају велику љубав племића који се прерушавају у сиромашне слуге како би могли да буду ближе женама које воле, да би се на крају испоставило да је девојка племенитог рода, што омогућава брак између двоје заљубљених који враћа главне јунаке у оквире сталежа коме по рођењу припадају. У „Циганчици“ посебну вредност имају такође и описи начина живота у циганској средини.
„Љубоморни Екстремадурац“ обрађује тему која је била већ много пута обрађивана у ренесанси — старац који се жени младом девојком. У овој новели, стари љубоморни муж, повратник из Америке, из велике љубоморе своју младу жену затвара у кућу, изолује је од света и обасипа је поклонима и пажњом. Међутим, и поред све предострожности, у тај брижљиво чувани свет ипак успева да продре мангуп Лоајса, а љубоморни старац схвата да не може слободу једног бића ограничити зидовима. Крај је неочекиван јер до прељубе ипак није дошло, али старац умире од разочарења, а млада жена одлази у манастир. У ранијој верзији, крај је био класичан - жена је преварила мужа, и тај крај сервантисти сматрају уверљивијим. Ова тема је раније обрађивана обично на комичан начин, међутим, Сервантес јој је у овој новели дао трагичну димензију.

#### Дон Кихот
„Дон Кихот“ је једно од ремек-дела шпанске и светске књижевности, највише објављивана и најпревођенија књига на свету после Библије.. Сматра се каменом темељцем западноевропске књижевности и једним од најбољих, икад објављених дела фикције, као и најважнијим делом шпанског Златног века (шп. Siglo de Oro)
Како га је сам писац представио, „Дон Кихот“ је писан као пародија на витешки роман који је у шпанском друштву 17. века с једне стране, још увек имао присталица, а с друге стране је био жестоко критикован и исмеван у делима многих писаца. По теми и форми, Дон Кихот подсећа на витешки роман са елементима пикареског, љубавног, пасторалног и италијанског романа. Међутим, у исто време све је било другачије, као да је било измештено из дотад познатих оквира. Након многих написаних студија током више векова, на крају је закључено да Дон Кихот једноставно не може бити сврстан ни у једну подврсту романа које су тада постојале и да су све те врсте у ствари обједињене у њему. Због тога се „Дон Кихот“ сматра првим модерним романом не само шпанске, већ и европске књижевности.
Тема романа је била више него позната и раније већ обрађивана у литератури — личност која полуди од претераног читања, те уобрази да је нешто што није. Тема лудила је међутим веома филозофски обрађена. Лудило даје „Дон Кихоту“ могућност да се ишчупа из крутих друштвених оквира и да ради оно што воли. На неки начин, лудило га ослобађа друштвених обавеза и обзира на које га иначе терају његов сталеж и положај. Лудило Дон Кихота такође је дало могућност самом Сервантесу да изрекне одређене критике друштва (однос старих и нових хришћана, на пример) које у то доба нису могле бити изречене од стране здраворазумске особе јер би иначе морала да сноси последице. Модерна сервантистика, нарочито почев од романтизма, налази у Дон Кихоту једну дубљу, скривенију филозофску основу, као на пример Америко Кастро, који као праву тему „Дон Кихота“ види „уметнички, морално и интелектуално оправдано супротстављање једног против многих“.
За разлику од витешког романа који има линеарну структуру радње, „Дон Кихот“ има кружни ток радње који је уједно и последица Сервантесове мисаоне основе дела. Како проф. др. Павловић-Самуровић каже:
| „ | Дон Кихот може да покуша бекство у свој идеални свет, али не може у њему да остане. Чак не може у њему ни да умре. Он ће морати да се врати на свој почетак, да призна да је ипак Алонсо Кихано, спутан конкретним околностима свога стварног живота, а да је Дон Кихот био само његово толико жељено, али никада стварно досегнуто друго ја кога ће се, помирен са судбином, смирено одрећи на самртној постељи. | ” |

„Дон Кихот“ је први пут преведен на српски 1895. и 1896.. године под насловом „Велеумни племић Дон Кихот од Манче“. Преводилац је био Ђорђе Поповић-Даничар, у издању Задужбине И. М. Коларца. То је истовремено био и први превод на један од јужнословенских језика.
Други превод је урадио Душко Вртунски (превод стихова Д. Вртунски и Бранимир Живојиновић) под насловом „Оштроумни племић Дон Кихот од Манче“, а објављен је 1988. године у издању Матице српске и београдске издавачке куће Вајат.
Трећи превод је урадила Александра Манчић, који је објављен 2005. године у издању куће „Рад“. Манчићка је књизи дала и нови наслов: „Маштоглави идалго Дон Кихоте од Манче“.

#### Пустоловине Персилеса и Сихисмунде
„Пустоловине Персилеса и Сихисмунде“ је последње Сервантесово дело које је постхумно објављено 1617. године. Овај обимни роман Сервантес је започео још 1609. године и најављивао га је више пута у својим другим делима. По тематици и структури, овај роман припада пустоловним романима који су у 16. веку били веома популарни, међутим, интересовање за њих је нагло опало у 17. веку. Као узор, Сервантес је користио Хелиодоров роман „Доживљаји Хеагена и Хариклеје“.
Главна тема „Пустоловина Персилеса и Сихисмунде“ је узвишена и судбинска љубав коју је немогуће уништити. Двоје прелепих и пуних врлина младих људи креће из неке земље на крајњем северу Европе и креће се ка само њима познатом циљу. Након многобројних пустоловина у којима ће им бити угрожени и част и живот, напокон стижу у Рим преко Португала, Шпаније и Француске, где ће се пустоловина завршити њиховим браком.
Роман је подељен на четири књиге. Прве две описују догађаје у хладним северним крајевима неких непознатих земаља где су и природа и људи потпуно другачији од оних у медитеранским земљама. Друге две књиге обухватају пустоловине у крајевима које је Сервантес боље познавао и у које убацује елементе географске и друштвене реалности. Радња је линеарна — пустоловине су свака за себе посебна целина и дешавају се једна за другом.
По форми и садржини, ово дело има јасну основу у европској културној традицији. Основна мисао која се провлачи кроз цео роман је неоплатонска концепција љубави, а сам роман садржи елементе фантастике, неочекиваног и натприродног. Поред Персилеса и Сихисмунде (који су идеални — пуни врлина, пожртвовани, поштени итд.), појављују се и други ликови који су сушта супротност - лажљивци, преваранти, лопови, људи који су лакомислени, поводљиви, завидљиви, порочни и који на крају, добијају оно што су заслужили — лоши и зли су кажњени, а они који су узор хришћанске врлине су награђени.

## Изгубљена и приписана дела
Сервантес је у својим делима такође помињао и друга дела која је писао или која је намеравао да пише, као и да су се неке од његових комедија приказивале са успехом, а чији су текстови изгубљени.
Три дела Сервантес помиње као недовршена у посвети у Пустоловинама Персилеса и Сихисмунде, а за која се и дан данас не зна да ли их је уопште написао. То су други део Галатеје, „Славни Бернардо“ (шп. El famoso Bernardo), који је вероватно витешки роман у коме је главни јунак Бернардо дел Карпио и „Седмице у башти“ (шп. Las semanas del jardín).
Драмска дела за која се претпоставља да су изгубљена и које Сервантес помиње у „Путу на Парнас“:
- „Велика Туркиња“ (шп. La gran Turquesca),
- „Поморска битка“ (шп. La batalla naval), које помиње у
- „Јерусалим“ (шп. La Jerusalén),
- „Амаранта или она мајска“ (шп. La Amaranta o la del Mayo),
- „Љубавна шума“ (шп. El bosque amoroso),
- „Јединствена“ (шп. La única),
- „Гиздава Арсинда“ (шп. La bizarra Arsinda)

Од дела која се приписују Сервантесу, нека се приписују с више, а нека са мање основа. Међу најпознатије спадају:
- „Лажна тетка“ (шп. La tía fingida), прозни текст у стилу Узорних новела. Откривен и представљен у 18. веку, овај текст је сматран као тринаеста узорна новела, међутим, и дан данас сервантисти не могу да се сложе око ауторства овог дела[33].
- „Ауто о узвишеној Девици од Гвадалупеа“ (шп. Auto de la soberana Virgen de Guadalupe) ауто сакраментал који се односи на проналазак слике Наше Госпе од Гвадалупеа, међутим, ова теорија данас нема много оних који је подржавају[33].
- „Међуигра о романсама“ (шп. Entremés de los romances), ентремес који говори о човеку који је полудео од читања романси, и који је очигледно у тесној вези са Дон Кихотом. Неки сматрају да је то био први нацрт за Дон Кихота, од кога је касније потекла идеја о роману о полуделом идалгу из Манче, међутим, не постоји слагање међу сервантистима око ауторства овог дела[33].
- „Дијалог између Селанија и Силеније о животу на селу“ (шп. Diálogo entre Selanio y Cilenia) — сматра се делом Сервантесовог изгубљеног романа „Седмице у башти“. Ову тезу су изложили Шевил и Бониља, као и Ајзенберг[50].
- „Топографија и општа историја Алжира“ (шп. La Topografía e historia general de Argel), дело које је под својим именом издао и штампао фра Дијего де Аедо у Ваљадолиду 1612. Сервантисти као Луис Астрана Марин, Емилио Сола, Жорж Камами и Мухамед Мунир Салах сматрају да ово дело није написао Сервантес, већ један његов пријатељ, свештеник бенедиктинац др Антонио де Соса, који је заједно за Сервантесом био заточен у Алжиру између 1577. и 1581, мада има и другачијих мишљења, као на пример Данијел Ајзенберг[51] са Државног универзитета Флорида, који у својој студији Сервантес, аутор Топографије и опште историје Алжира, објављене од Дијега Аеда[50]. Први приписују ово дело Соси због огромне количине информација о Сервантесу које ово дело садржи, док Ајзенберг у корист своје тезе наводи језик, а посебно стил изузетно сличан Сервантесовом — аутор овог дела искрено саосећа са шпанским сужњима у Алжиру и пише дело с намером да се о њиховим патњама сазна у Европи. Дело такође садржи критику политике Филипа II који је у то доба био више окренут ратовима против протестаната[50].

## Сервантесов утицај
Сервантесов роман Дон Кихот извршио је огроман утицај на развој прозне књижевности. Преведен је на све модерне језике и доживео је преко 700 издања. Први превод је био на енглески, који је урадио Томас Шелтон 1608. године, али није објављен све до 1612. Дон Кихот је послужио као узор за настанак многобројних уметничких дела, укључујући опере италијанског композитора Ђованија Паисијела, француског композитора Жила Масенеа и Шпанца Мануела де Фаље. Рихард Штраус је такође преточио причу о Витезу Тужнога Лика у музичку поему. На филму, Дон Кихот се појављује 1933. године у режији Немца Г. В. Пабста и 1957. Руса Григорија Козинцева; балет са кореографијом Жорж Баланшин (1965), амерички мјузикл „Човек из Манче“ (1965) Дејла Васермана, Мича Лија и Џоа Дариона.
Такође је доста утицао на радове Смолета, Дефоа, Филдинга и Стерна, као и класике 19. века, Скота, Дикенса, Флобера, Мелвила и Достојевског, затим на Џејмса Џојса и Хорхеа Луиса Борхеса. Тема лудог идалга из Манче је такође инспирисала и Домијеа и Гистава Дореа.
Осим „Дон Кихота“, и друга Сервантесова дела су била узор каснијим писцима широм света. Једна од узорних новела, Циганчица, послужила је као идеја Виктору Игоу за његово роман Богородичина црква у Паризу.

## Сервантесови биографи
Први Сервантесов биограф је био Грегорио Мајанс и Сискар (шп. Gregorio Mayáns y Siscar). Први радови Мајанса и Сискара појавили су се 1738. године и претходили су издању „Дон Кихота“ на шпанском у четири тома, у издању Џејкоба и Ричарда Тонсона, књижара из Лондона.
Бенедиктинац фра Мартин Сармијенто (шп. Fray Martín Sarmiento) је у Аедовој „Топографији“ (дело чије ауторство неки сервантисти приписују самом Сервантесу) налетео на податак („шпански идалго из Алкале де Енарес“) који је наводио на закључак да је Сервантес рођен у Алакали де Енарес. На основу тог открића прегледане су парохијске књиге рођења и смрти у Алкали и тако је и нађена Сервантесова крштеница, која је била први пут објављена 1753. године.
Током владавине Фернанда VII, Фернандез де Наварете је пронашао и објавио серију докумената који ће бацити додатног светла на Сервантесову биографију.
Током 19. века, романтичари покушавају да прикажу аутора „Дон Кихота“ у аутентичном облику, са свим интимним и личним детаљима. На почетку Рестаурације, 1876, Рамон Леон Мајнез покушава да напише Сервантесову биографију, али без успеха због недостатка података. Такође треба напоменути друге Сервантесове биографе, као што су Кристобал Перез Пастор и Франсиско Родригез Марин, који су деловали почетком 20. столећа.
Веома значајно дело које и дан данас служи као драгоцени извор информација о Сервантесовом животу је
„Примерни и јуначки живот Мигела де Сервантеса“ (шп. Vida ejemplar y heroica de Miguel de Cervantes) Луиса Астране Марина (шп. Luis Astrana Marín). Астрана Марин је ово дело које садржи неких 1410 до тада необјављених докумената о пишчевом животу објавио у седам томова између 1948. и 1958. године. Међутим, иако обједињује невероватно много података, Астрана Марин не успева да изради никакву шему која би нас одвела даље од стереотипног виђења Сервантеса као примерног јунака.

## Сервантес на филму
У филму Мигел и Вилијам (шп. Miguel y William) из 2007. године, у режији Инес Парис (шп. Inés París), Сервантеса глуми Хуан Луис Галијардо (шп. Juan Luis Galiardo).

## Занимљивости
- Влада мишљење да су Сервантес и Шекспир умрли истог дана што није тачно. Иако се смрт и једног и другог бележи истог датума, у Енглеској је у то доба још увек био у употреби јулијански календар, док се у Шпанији користио грегоријански календар.
- Не постоје портрети Сервантеса урађени у доба кад је он живео. Само постоје слике урађене на основу штурих описа самог себе које је сам аутор дао на многобројним местима у својим делима.